# Maybeshewill
Maybeshewill es un grupo de rock instrumental procedente de Leicester, Reino Unido, cuya música está caracterizada por el uso de elementos electrónicos programados junto a la instrumentación tradicional 'rock'. Desde su concepción la banda ha sido reconocida por su uso de monólogos y samples de film como referencias a la cultura popular en los títulos de sus canciones.
Los músicos que forman parte de Maybeshewill han cambiado varias veces, siendo los únicos que han aparecido en todos los discos los guitarristas Robin Southby y John Helps. Aun así, el actual batería James Collins ha formado parte del grupo desde su primera gira. Este cambio de músicos fue la inspiración para su LP debut Not For Want of Trying.
Según las notas de prensa, el nombre Maybeshewill (en inglés significa "Quizá ella hará") es simplemente una cadena de sílabas con sonido placentero que no tiene significado intrínseco - el nombre se pronuncia como una única palabra sin espacios.

## Historia
Maybeshewill fue formado en 2005 por los guitarristas Robin Southby y John Helps mientras ambos estaban estudiando juntos en la universidad. En 2006 sacaron su primer álbum Japanese Spy Transcript mediante su propia discográfica, Robot Needs Home Récords con Tanya Byrne en el bajo y Lawrie Malen como batería, el EP de cuatro canciones fue bien recibido por la prensa y atrajo la atención de Field Records de Nottingham (también hogar de Public Relations Exercise) que sacó más tarde, en ese mismo año "The Paris Hilton Sex Tape" (sacado del disco) como parte del sencillo del split 7" con Ann Arbor.
En agosto del 2006 una versión remasterizada del Japanese Spy Transcript fue sacada en Japón con la discográfica XTAL (donde también forma parte Yndi Halda) que fue específicamente organizado para la salida por el Grupo Media Factory. En octubre se unieron al grupo el batería Kris Tearse y el guitarrista ex-TEAM Scott West, pero ambos lo dejaron en enero para empezar con deATH of LONdon. En este punto Tanya Byrne también dejó la banda.
En mayo del 2007, John y Robin empezaron trabajando con el batería James Collins (anteriormente miembro de Fight Fire With Water y el bajista Andrew Jackson, junto un número de cantantes y músicos invitados al álbum llamado Not for Want of Trying. El álbum fue sacado a la venta el lunes 12 de mayo de 2008 mediante Field Records, y fue escogido como álbum de la semana la semana de la misma salida por el DJ de BBC Radio 1 Huw Stephens. 'The Paris Hilton Sex Tape' apareció en la portada del CD de la edición de junio de la revista Rock Sound.
Trece meses después, el 7 de junio de 2009, la banda sacó su segundo LP Sing The Word Hope In Four-Part Harmony mediante Field Record, con Victoria Sztuka al bajo en sustitución de Andrew Jacksons. Este era un álbum más pesado donde se mostraba que continuaban intentando separarse de la etiqueta post-rock con el que son relacionados. El álbum fue bien recibido tanto por la prensa como por los fanes, pero recibió algunas críticas por fallar en separarse sustancialmente lo suficiente del sonido establecido por el grupo.
Después de la salida de Sing for the Word Hope, la banda volvió a la escena de tres personas con James Collins, John Helps y Robin Southby. Desde entonces un número de amigos de la banda han llenado en directo el hueco del bajo, incluido Matt Daly, miembro de la banda de post-hardcore Buenos Aires procedente de Leicester.
Es sabido que desde agosto de 2009 el grupo está trabajando en un álbum o mini-álbum que verá la luz a principios de 2010. La banda bromeó en su cuenta de Twitter diciendo que emularían a Dimmu Borgir, por ejemplo sobre algunas ideas de cambios dramáticos de dirección, pero no han revelado nada sobre la forma que tendrá el nuevo álbum.
Actuar su material en directo es importante para Maybeshewill y en consecuencia hace giras regularmente por el Reino Unido. Esto ha sido mostrado con su agrupación con Fight Fire With Water, worriedaboutsatan, And So I Watch You From Afar, Death Of London y Cats & Cats & Cats en varias de estas giras. En 2009 también hicieron un tour en Japón con Ovum. Aunque la banda todavía no ha aparecido en festivales mainstream, en 2008 y 2009 tocaron en Summer Sundae Weekender dos veces, en Truck Festival, en Brainwash Festival y en Dot To Dot en varias ciudades del Reino Unido.
Desde 2006, Maybeshewill ha lanzado cuatro álbumes completos de música instrumental cinematográfica imponente. Después de una carrera de una década que los vio recorrer cuatro continentes, se retiraron en 2016 con un espectáculo con entradas agotadas en el Koko de Londres. Habiéndose reformado brevemente en 2018 a pedido de Robert Smith de The Cure para un espectáculo en el Meltdown Festival, en 2021 la banda regresa con su primer material nuevo desde Fair Youth de 2014. Habiendo trabajado en ideas por separado en los años intermedios, fueron los bocetos de la música que se convertirían en "No Feeling is Final" los que volvieron a unir a la banda. Sobre la base de las canciones que sentían que debían escucharse juntos.

## Ética y ethos
La banda ha dicho en varias entrevistas que están preocupados sobre la industria de música mainstream y de esa forma continúan con la marca 'DIY' de Field Records y sacan gran parte de su música ellos mismos mediante Robot Needs Home, y están aprendiendo a hacer el trabajo que normalmente harían los mánagers y contratando agentes ellos mismos.
Toda la salida musical de Maybeshewill hasta ahora ha sido grabada por la propia banda a coste cero. El grupo ha asegurado en entrevistas que querían probar que es posible hacer música sin gastar dinero. En las notas de Sing The Word Hope In Four-Part Harmony publicaron una guía breve para acercarse a lo que hicieron, así como información sobre como les fue en el grabado casero.

## Robot Needs Home
Desde sus inicios, Maybeshewill ha operado los elementos "comerciales" de la banda bajo el nombre de Robot Needs Home. Este 'sello' creado por el guitarrista John Helps dirige muchos de los asuntos de la banda, pero también trabaja para apoyar a la comunidad musical más amplia de la que forma parte la banda. Continuando con el propio D.I.Y. ethos de la banda. , el sello trabaja sobre la base de la 'promoción por asociación', reuniendo a artistas que comparten una ética común y fomentando la colaboración. Además de operar como un sello discográfico, Robot Needs Home brinda servicios de gestión y contratación a otras bandas, y promueve espectáculos en la ciudad de Leicester y sus alrededores, incluido el White Noise Festival organizado por Maybeshewill. El sello ha lanzado la mayoría de los lanzamientos digitales y más pequeños de Maybeshewill, así como su EP debut, Japanese Spy Transcript.

## Estilo musical
La banda ha descrito su música como "rock instrumental mezclado con electrónica", mientras Drowned in Sound les describió sonar "como Mogwai si estos nunca encontraran el amor en un cine independiente. Y después fueran pegados en la cabeza con un teclado". También han sido comparados con Sigur Rós, y 65daysofstatic fue mencionado por los críticos como su influencia en los primeros trabajos. Sus canciones normalmente incluyen samples de películas u otros diálogos; "Not for Want of Trying" contiene un sample de Network, mientras Sing the Word Hope in Four Part Harmony incluye samples del presentador Edward R. Murrow, y pasajes de Young Winston. Aunado a estos anteriores dentro de la canción "In another life, when we are cats" se escucha un diálogo sostenido por la pareja protagonista de la película estadounidense "Rules of attraction".

## Miembros

### Miembros actuales
- James Collins (batería)
- Matthew Daly (teclado)
- John Helps (guitarra)
- Robin Southby (guitarra)
- Jamie Ward (bajo)

### Miembros anteriores
- Victoria Sztuka (bajo)
- Andy Jackson (bajo)
- Dave Voss (guitarra)
- Lawrie Malen (batería)
- Tanya Byrne (bajo)
- Kris Tearse (batería)
- Scott West (guitarra)

## Discografía

### Álbumes
- Not For Want of Trying (Field Records UK & EU, XTAL JP) (mayo de 2008)
- Sing the Word Hope in Four-Part Harmony (Field Records UK & EU, XTAL JP) (junio de 2009)
- I Was Here For A Moment, Then I Was Gone (2011)
- Fair Youth (2014)
- No Feeling Is Final (noviembre 2021)

### EP
- Japanese Spy Transcript (EP) (XTAL JP) (agosto de 2006)

### Sencillos y otras entregas
- Ann Arbor / Maybeshewill Split (7" sencillo) (Field Records) (julio de 2006)
- Seraphim & Cherubim / Heartflusters (CD-R sencillo) (Robot Needs Home) (septiembre de 2007)
- Anti-Semantics: The Remixes Vol. 1 (CD-R EP) (Robot Needs Home) (mayo de 2008)
- Amateur Grammatics: The Remixes Vol. 2 (CD-R EP) (Robot Needs Home) (octubre de 2008)
- Maybeshewill / Her Name is Calla Split (12" sencillo) (Field Records) (noviembre de 2008)
- Refuturing (sencillo en plataformas digitales) (5 de octubre de 2021)

- The Remixes 2005 – 2010 (CD-R álbum) (Robot Needs Home) (abril 2010)
- "To The Skies From A Hillside" ( sencillo) (Field Records) (octubre 2010)
- "Critical Distance" ( sencillo)) (Function Records) (marzo 2011)
- "Red Paper Lanterns" (sencillo)) (Function Records) (marzo 2012)

### Compilaciones
- Kill All Humans (CD-R Compilation) (Robot Needs Home) (septiembre de 2007)
- Notes 1 (Mini CD-R and Art Compilation) (Notes) (2009)
- Tellison - Contact! Contact! Remixed (Remix Compilation) (Drums Don't Kill Records) (enero de 2009)
- White Noise One (CD-R Compilation) (Robot Needs Home) (mayo de 2009)
- Not For Want of Trying + 4 (Field Records UK & EU) (octubre de 2009)

- White Noise Two (CD-R Compilation) (Robot Needs Home) (diciembre 2009)
- Off The Cuff (Compilation) (Big Scary Monsters) (agosto 2010)
- Exports01 (Compilation) (Robot Needs Home) (junio 2011)